# جغرافیای نظامی

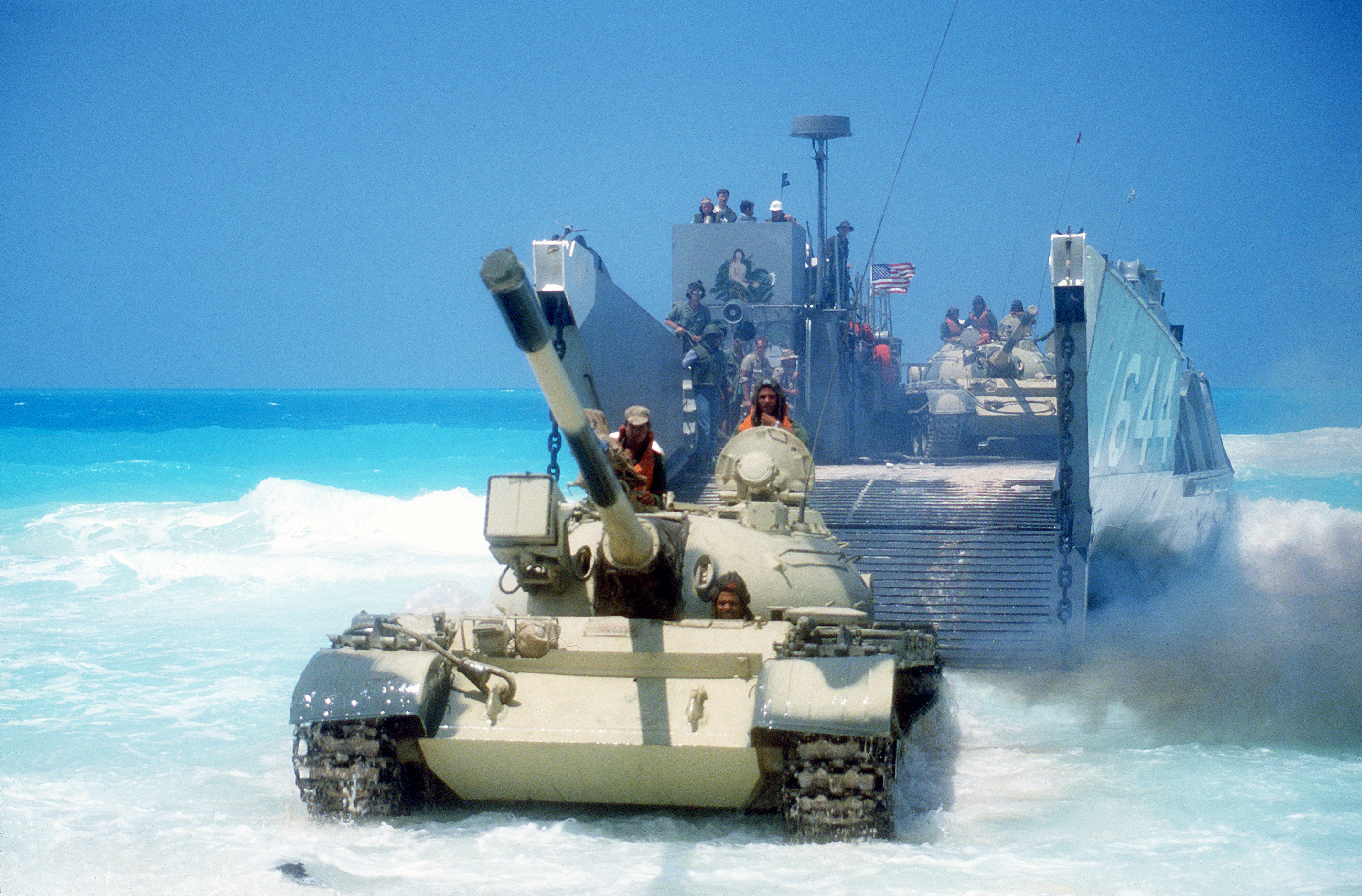
پیاده‌کردن نیروی نظامی مصر.

جغرافیای نظامی شاخه‌ای از جغرافیای انسانی است که در امور نظامی، مطالعات دانشگاهی و سیاسی به منظور درک ژئوپلیتیک مسائل مختلف از دید نظامی به کار می‌رود. برای دست‌یابی به این هدف، جغرافیای نظامی عوامل مختلفی مانند تأثیر ژئوپلیتیک و عوامل فیزیکی و طبیعی بر عملیات نظامی تا اثرات اقتصادی و فرهنگی حضور نظامی را در نظر می‌گیرد.
جغرافیای نظامی از سویی یکی از شاخه‌های علوم جغرافیایی است که اثرات عوامل طبیعی، فرهنگی (انسانی) و زیست‌محیطی را بر سیاست‌ها برنامه‌ها و طرح‌های نظامی و عملیات رزمی و پشتیبانی در سطح‌های جهانی، منطقه‌ای و محلی و به‌طور کلی تأثیر عوامل جغرافیایی یک کشور در حرکت‌های نظامی را بررسی می‌کند و از سوی دیگر بخشی از علوم نظامی است که با ویژگی‌های محیط و منطقه عملیات در ارتباط است و به‌کارگیری روش تجزیه و تحلیل جغرافیایی، برای مسائل نظامی را در بر می‌گیرد.

## تعریف و کابرد
جغرافیای نظامی از نظر رهبران سیاسی، برنامه ریزان و تدوین کنندگان امنیت ملی، فرماندهان و سلسله مراتب نظامی که در تدوین استراتژی نظامی نقشه دارند، دارای کاربرد و تعریف خاص و محدوده مشخصی است. جغرافیای نظامی در مقابل تهدیدهای داخلی و خارجی و شرایط مختلف ژئوپلتیک هر منطقه، ارزش خاص خود را دارد. در واقع جغرافیای نظامی ارائه کننده جهت‌های تهدید واستفاده از عوامل جغرافیایی در مقابل این تهدیدهاست. جغرافیای نظامی راهنمای مهمی در برنامه‌ریزی کلان یک کشور و آمایش سرزمین است، تا مکان‌یابی مناسب طرح‌های توسعه مانند تأسیسات زیربنایی و صنعتی در هر شرایطی از ملاحظات امنیتی و دفاعی برخوردار باشند.
در ادبیات نظامی هر کشور، شناخت ویژگی‌های جغرافیای خودی و دشمن برای مقاصد دفاعی یکی از اساسی‌ترین مفاهیم به حساب می‌آید. جغرافیای نظامی با پیوند دادن عوامل طبیعی با اصول نظامی باعث می‌شود تا طراحان و مجریان نظامی از مزایای عوامل طبیعی در جهت برتری خود نسبت به دشمن استفاده کنند. در طول تاریخ نقش زمین، آب، هوا و اقلیم به عنوان یکی از مهم‌ترین و تأثیر گذارترین عوامل بر راهبردها، نبرد و پشتیبانی نبردها بوده‌است.
در میان ویژگی‌های جغرافیایی هر منطقه، ارتفاعات عمده‌ترین نقش را در عملیات ایفاء کرده و به عنوان یک مانع عمده طبیعی یا برعکس به عنوان یک عامل تقویت کننده در جنگ عمل می‌کند. ارتفاعات و ناهمواری‌ها در جنگ‌های کلاسیک و ناهم‌تراز به عنوان یک عامل مهم در اختفاء و پوشش، دید و تیر، کنترل معابر و آمادگذاری‌های مخفی ایفا می‌کنند و می‌توانند عاملی در جهت فرسایشی نمودن جنگ، ضربه زدن به دشمن در جهت برهم زدن آرامش و ثبات آنها باشد. استفاده تاکتیکی از جاده‌ها و معابر، گلوگاه‌ها و کمین‌گاه‌ها نیز از دیگر عواملی است که در طرح‌ریزی‌های نظامی به آن توجه می‌شود.